# Divlje srce (televizijska serija)
Divlje srce (turski: Yabani) turska je televizijska serija koja se prikazuje od 12. rujna 2023. na kanalu NOW. Glavne uloge glume: Halit Özgür Sarı, Bertan Asllani, Rojbin Erden, Yurdaer Okur, Simay Barlas i Dolunay Soysert. Serija je obnovljena za drugu sezonu.
Prva sezona u Hrvatskoj se prikazivala od 4. lipnja 2024. do 6. rujna 2024. Druga sezona se prikazivala od 1. siječnja 2025 do 31. siječnja 2025. 

## Glumačka postava
| Lik                  | Glumac/glumica         |
| -------------------- | ---------------------- |
| Yaman Ali Aydin      | Halit Özgür Sarı       |
| Derin Emirdağ        | İlayda Akdoğan         |
| Neslihan Aydin       | Dolunay Soysert        |
| Alaz Soysalan        | Bertan Asllani         |
| Buşra Asi Soysalan   | Rojbin Erden           |
| Güven Aydın          | Tayanç Ayaydın         |
| Çağla Soysalan       | Seray Özkan            |
| Cesur                | Sezer Arıçay           |
| Hande Emirdağ        | Nergis Özturk          |
| İskender Emirdağ †   | Kanbolat Görkem Arslan |
| Adem Altun           | Hakan Çelebi           |
| Elmas Altun          | Ceren Erginsoy         |
| Bekir Altun          | Okan Selvi             |
| Tuba Altun           | İlayda Sezgin          |
| Alev                 | Ebru Aytemur           |
| Serhan Taklaci       | Yurdaer Okur           |
| Derya                | Yeliz Şar              |
| Rüya Arkan †         | Simay Barlas           |
| Ece Soysalan †       | Aleyna Al              |
| Umut †               | Ramiz Mullamusa        |
| Elif                 | Gizem Sevim            |
| Şebnem Sualp †       | Şebnem Hassanisoughi   |
| Eşref Ali Soysalan † | Osman Alkaş            |
| Rüzgar               | Bartu Dilmen           |
| İlker Sualp †        | Selim Can Yalçın       |
| Feride               | Ayşegül Ünsal          |
| Yurdagül             | Birgül Ulusoy          |
| Salim                | Aşkın Şenol            |
| Osman                | Güray Görkem           |

## Pregled serije
U Hrvatskoj serija se prikazuje na kanalu Nova TV, gdje su epizode prepolovljene po minutaži pa ima duplo više epizoda. Na Novinoj streaming platformi Nova Plus, broj epizoda je po turskom rednom broju i cjelovitoj minutaži od 120 minuta.
| Sezona | Sezona | Epizoda | Tursko prikazivanje | Tursko prikazivanje | Hrvatsko prikazivanje | Hrvatsko prikazivanje |
| Sezona | Sezona | Epizoda | Premijera sezone    | Finale sezone       | Premijera sezone      | Finale sezone         |
| ------ | ------ | ------- | ------------------- | ------------------- | --------------------- | --------------------- |
|        | 1.     | 36      | 12. rujna 2023.     | 1. lipnja 2024.     | 4. lipnja 2024.       | 6. rujna 2024.        |
|        | 2.     | 15      | 14. rujna 2024.     | 11. siječnja 2025.  | 1. siječnja 2025.     | 31. siječnja 2025.    |

## Vanjske poveznice
- Službena stranica
- Divlje srce u internetskoj bazi filmova IMDb-a